# Sompa linnaosa
Sompa is een van de vijf stadsdistricten (Estisch: linnaosad) van Kohtla-Järve, een stad in het noordoosten van Estland, provincie Ida-Virumaa. De stad bestaat uit vijf stadsdelen die onderling niet verbonden zijn. Sompa (op het kaartje aangegeven met 4) is na Järve het meest westelijke stadsdeel, het derde in grootte en wat bevolkingsaantal betreft het een na kleinste (het kleinste is Kukruse). Sompa heeft 731 inwoners (2023). 2,2% van de bevolking van de stad woont in Sompa.
Het dorp Sompa ligt ten noordoosten van het stadsdeel.

## Geschiedenis
In 1796 lag op de plaats waar nu het stadsdeel Sompa ligt, het dorp Ruttik, dat voor een deel bij het landgoed Kochtel (Kohtla) hoorde, en voor een ander deel bij het landgoed Sompäh (het huidige dorp Sompa). Het deel dat op het terrein van het landgoed Kochtel lag was tevens een veehouderij (Estisch: karjamõis) en er stond een herberg. Tot in 1946 waren Kohtla-Rutiku en Sompa-Rutiku twee afzonderlijke dorpen.
In 1946 begon op de plaats van Kohtla-Rutiku en Sompa-Rutiku de bouw van een nederzetting voor de arbeiders in twee olieschaliemijnen. Mijn 6, die bij het zuidelijke buurdorp Ereda lag, ging open in 1948 en sloot in 1999, mijn 4 lag in het noordwesten van de nederzetting, tegen de grens met het dorp Sompa aan en was in werking tussen 1953 en 1975. De nederzetting kreeg de naam Sompa en de status van alev (kleine stad). In 1960 werd Sompa een stadsdeel van Kohtla-Järve. In 1991 werd Sompa weer verzelfstandigd en kreeg de plaats opnieuw de status van alev, maar in 1993 werd ze weer bij Kohtla-Järve gevoegd.
Na de sluiting van mijn 6 in 1999 ging het slecht met Sompa. De (overwegend Russische) bevolking nam in snel tempo af: van ca. 1600 in 2003 via 1136 in 2010 naar 958 in 2011. In Sompa staan veel verlaten en vervallen gebouwen.
Het hoofdgebouw van mijn 6 is bewaard gebleven. Hoewel het gebouw op de monumentenlijst staat, verkeert het in slechte staat.

## Cultureel centrum
Sompa heeft een cultureel centrum in de neoklassieke stijl die in de Sovjet-Unie (waar Estland tussen 1944 en 1990 onder viel) populair was. Het is gebouwd in 1955 en draagt de naam Sompa Klubi (‘Sompa-club’). In het fronton staan nog steeds een wapen met de hamer en sikkel en de oorspronkelijke naam: ‘A.M. Gorki nim(eline). klubi’ (‘Club genaamd A.M. Gorki’) in het Estisch en Russisch. Het is in gebruik als activiteitencentrum. Het heeft een concertzaal, een café, een danszaal, vergaderruimtes en een bibliotheek.

## Foto's

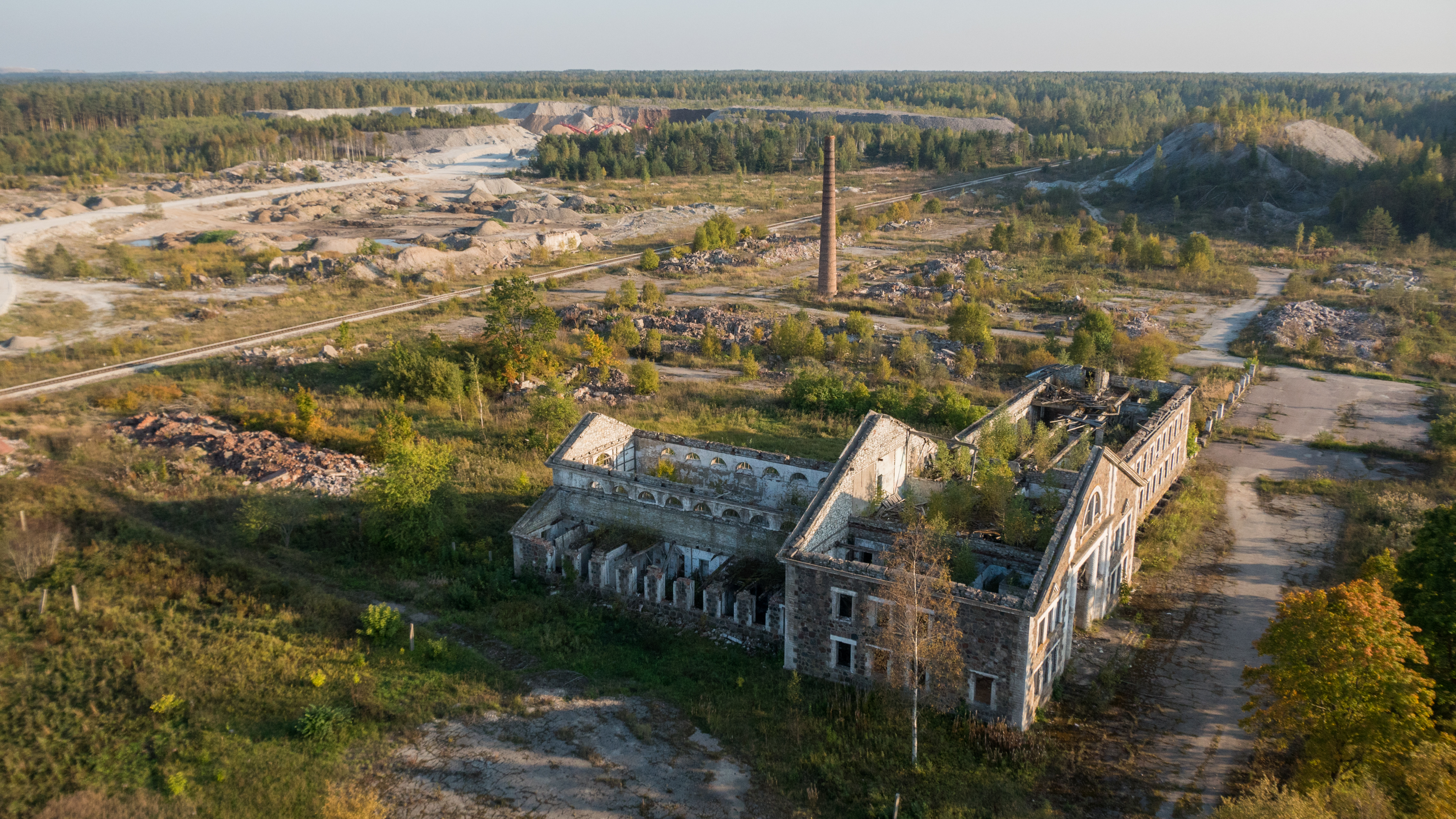
Restanten van de mijnbouw bij Sompa. Op de voorgrond het hoofdgebouw van mijn 6
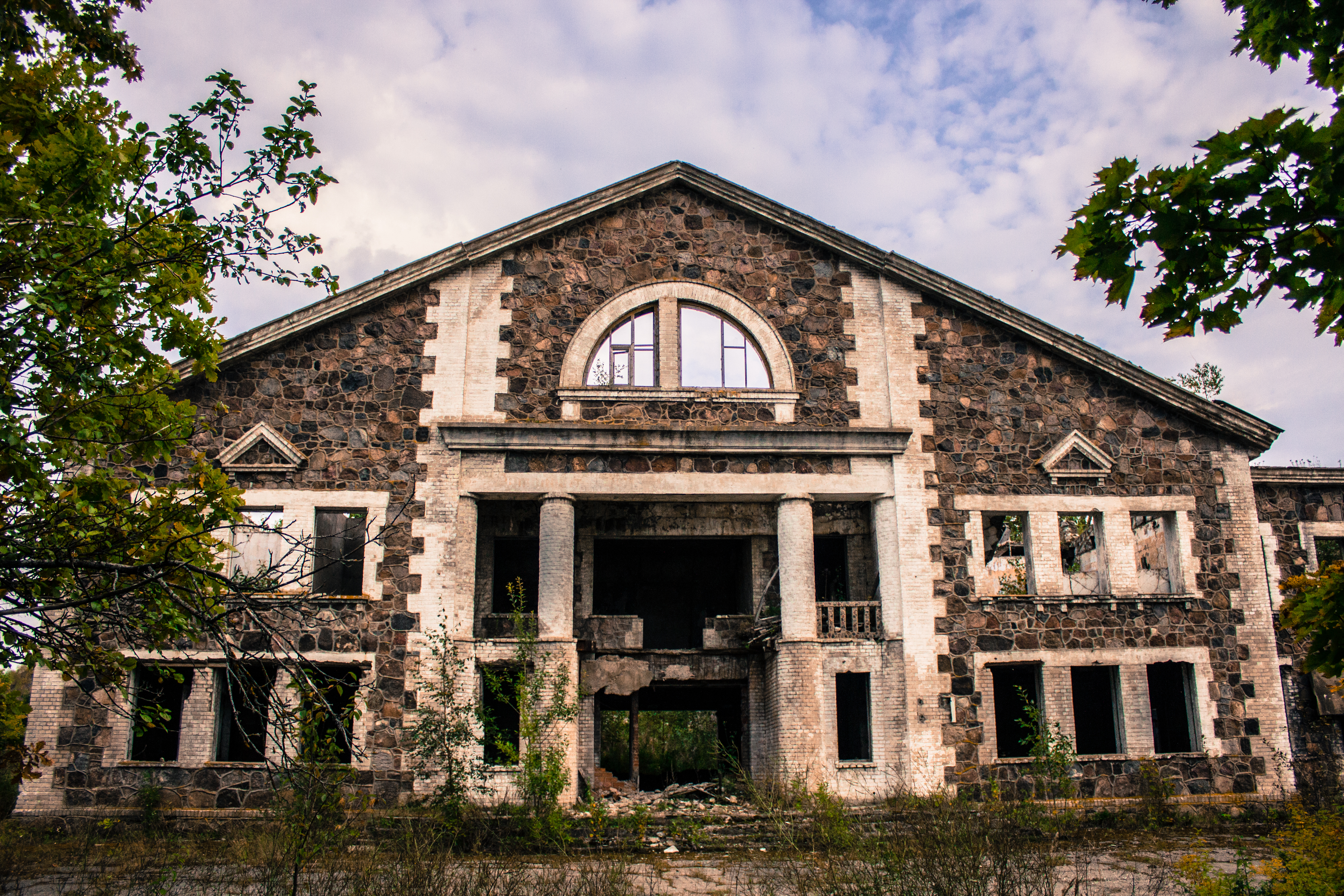
Het hoofdgebouw van mijn 6, vooraanzicht
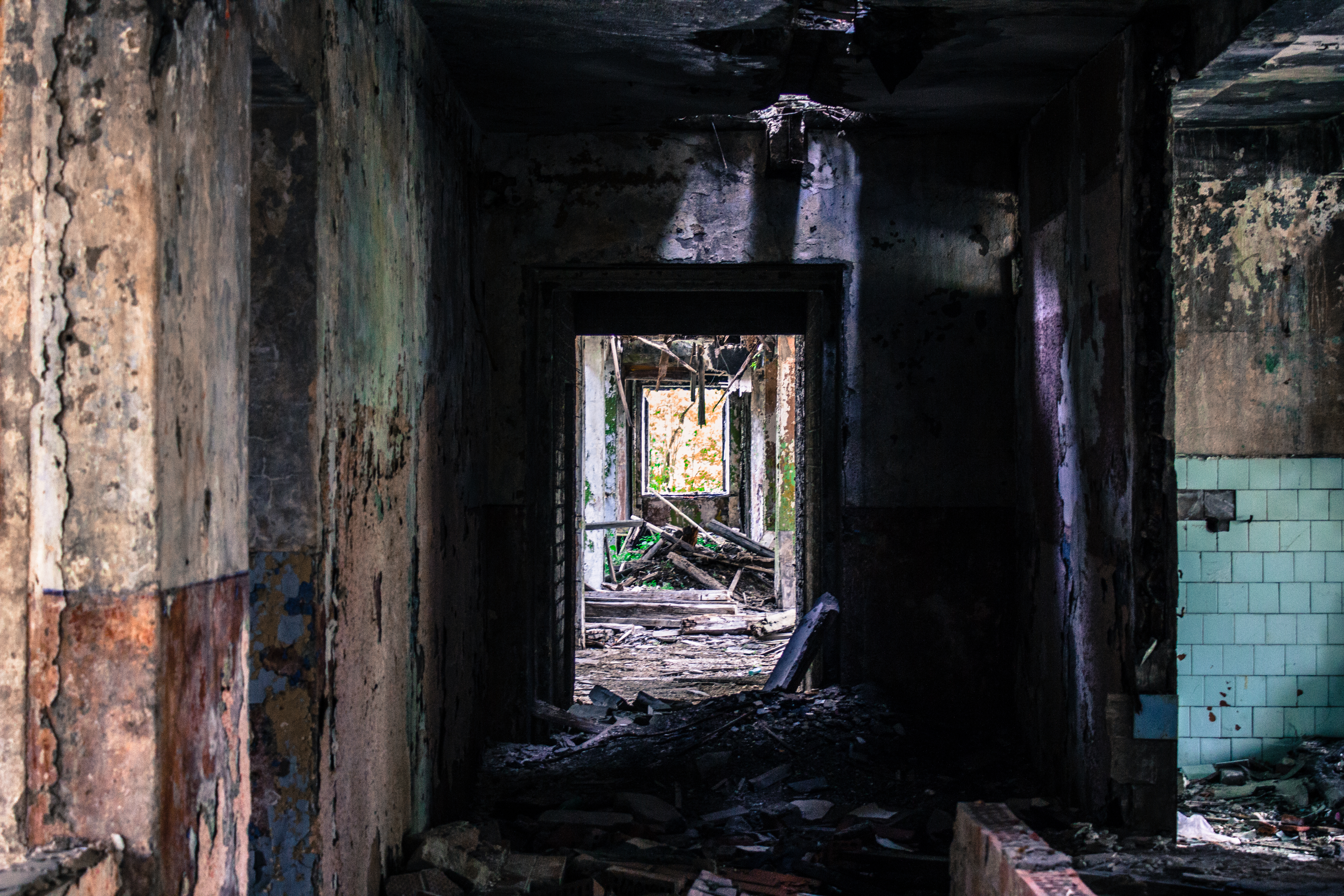
Het hoofdgebouw van mijn 6, interieur
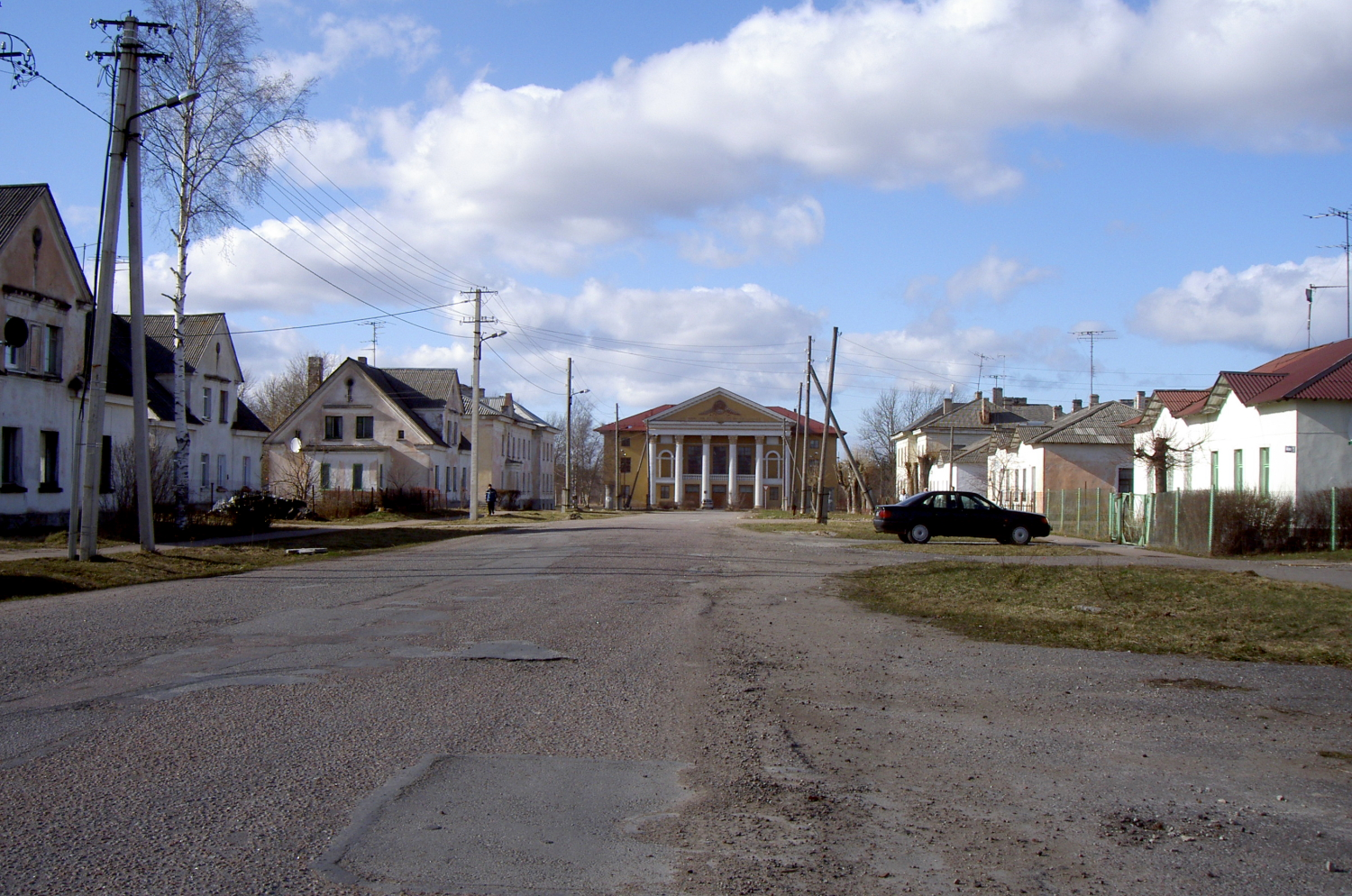
Straat in Sompa met het cultureel centrum
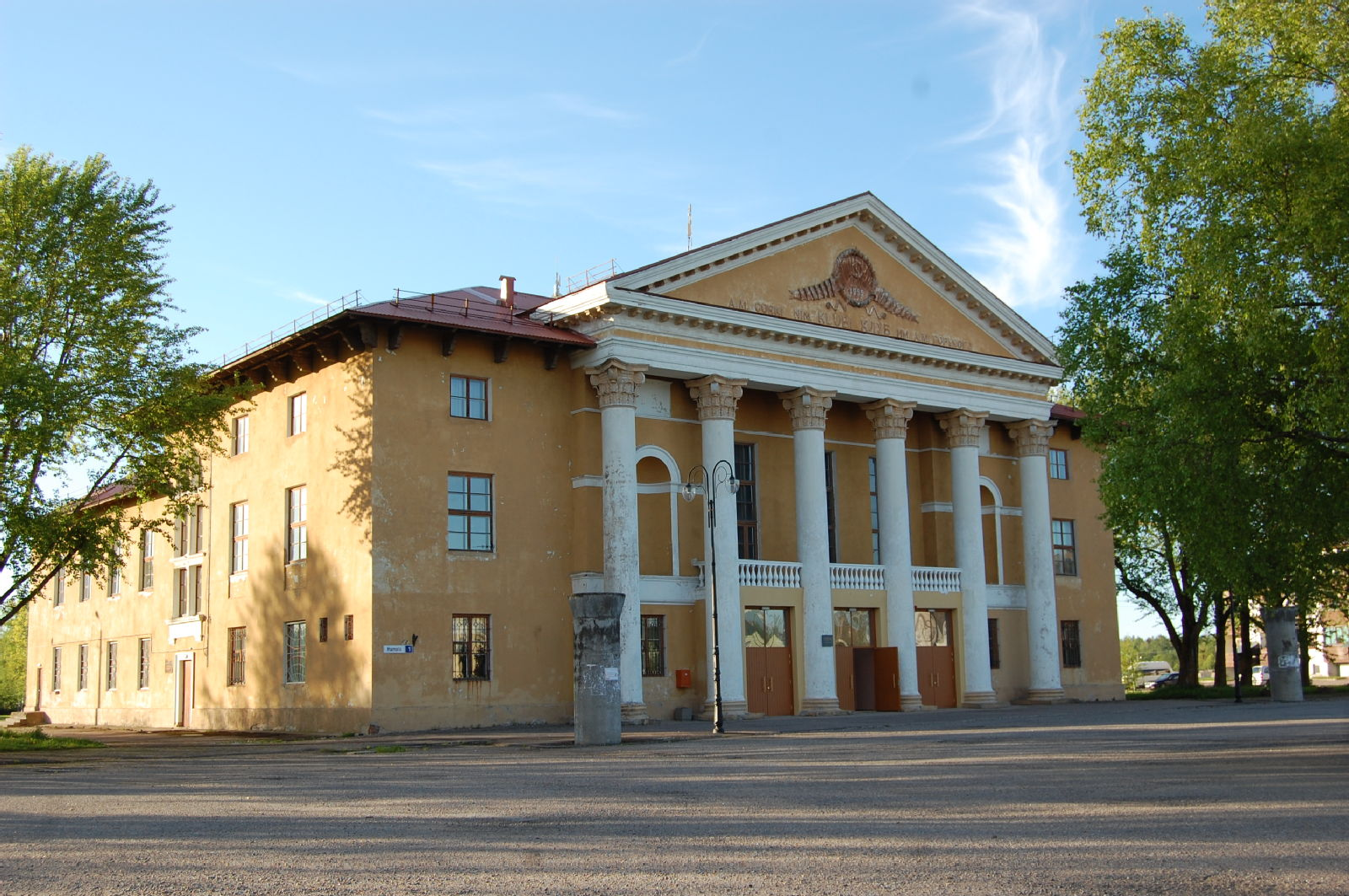
Cultureel centrum